# Smash (catch)
Barry Darsow (né le 6 octobre 1959 à Minneapolis) est un catcheur américain connu sous le nom de Smash, membre de l'équipe Demolition, et sous Krusher Kruschev, Repo Man et The Blacktop Bully. Durant sa carrière, il participe aux émissions de Jim Crockett Promotions, de la World Wrestling Federation (WWF), du World Championship Wrestling (WCW) et autres durant les années 1980 et 1990. Il a été anciennement quatre fois champion par équipe, remportant trois titres WWF World en équipe avec Demolition et un titre NWA World en équipe avec Ivan et Nikita Koloff, et consacré une fois champion NWA United States en équipe.

## Biographie
Pendant sa jeunesse, Darsow étudie au lycée Robbinsdale (Minnesota) avec six autres futurs catcheurs : Curt Hennig, Richard Rood (Rick Rude), Brady Boone, Tom Zenk, John Nord (The Berzerker) et Scott Simpson (Nikita Koloff). Il a également été videur avec les Road Warriors, Hawk et Animal.

## Carrière
Darsow fait ses débuts à Hawaï, avant une brève escale en Nouvelle-Zélande. Il revient à Hawaï avant de commencer dans le catch en 1983 en Géorgie au Georgia Championship avant d'être engagé en 1984 au Mid-South Wrestling sous le nom de « Krusher Darsow », un renégat américain désormais sympathisant soviétique et partenaire en équipe de Nikolai Volkoff. Il change de nom pour Crusher Khruschev et remporte son tout premier Mid-South Television Title dans un tournoi en gagnant face à Terry Taylor en finale le 24 mai 1984, mais le perd face à Taylor le 16 juin 1984. Darsow est engagé au Florida Championship Wrestling, compagnie dans laquelle il s'allie à Jim Neidhart. Ils remportent le Florida United States Tag Team Titles le 11 octobre 1984 contre Hector Guerrero et Cocoa Samoa. L'équipe garde leurs titres en 1984 avant de les perdre face à Mark et Jay Youngblood.

### Jim Crockett Promotions (1985–1987)
Krusher est engagé à la National Wrestling Alliance et travaille pour Jim Crockett, Jr. en décembre 1984. Il est remporte un troisième titre au NWA World Six-Man Tag Team Championship avec Ivan Koloff et Nikita Koloff. The Koloffavaient déjà gagné au NWA World Tag Team Championship et Ivan déclare que l'un des deux pouvait défendre le titre. Ils défient The Rock 'n' Roll Express (Ricky Morton et Robert Gibson) et les Road Warriors. Le 9 juillet 1985, Ivan perd les NWA Tag Titles face au Rock 'N Roll Express.
Durant Starrcade 1985, le 28 novembre, Krusher remporte le NWA Mid-Atlantic Heavyweight Championship vacant en gagnant face à Sam Houston,. Le 11 janvier 1986, Krusher se blesse sérieusement lors d'un match face à Houston sur TBS. Il perd le titre face à Houston et prend presque six mois pour récupérer de ses blessures.
Krusher de retour, Nikita affronte Magnum T.A. au NWA United States Heavyweight Championship. On Le 17 août 1986, Krusher aide Nikita à gagner le titre. Après avoir aidé Nikita à battre Magnum, Krusher et Ivan cible le nouveau NWA United States Tag Team Championship. Ils atteignent les finals, sont retenus le 26 septembre 1986, et gagnent contre les « Kansas Jayhawks » (Dutch Mantell et Bobby Jaggers) avec l'aide de Nikita pour devenir les premiers US Tag Team Champions.
En octobre 1986, la carrière de Magnum T.A. se termine à la suite d'un accident de voiture, et après avoir avoué son respect pour son rival de toujours, Nikita tourne le dos à Ivan et Krusher pour s'allier avec le meilleur ami de Magnum, Dusty Rhodes. Krusher et Ivan affrontent brièvement Nikita et Rhodes mais défendent principalement leurs titres face à Mantel et Jaggers. Le 9 décembre 1986, ils perdent leurs US Tag Titles face à Ron Garvin et Barry Windham. Le contrat de Darsow est finalement rompu et quitte la compagnie pour rejoindre Jim Crockett Promotions.

### World Wrestling Federation (1987–1993)

#### Demolition (1987-1991)
Darsow est engagé par la suite à la World Wrestling Federation, où il remplacera Randy Colley sous le nom de Smash dans l'équipe des Demolition, entre autres avec Ax. Au départ, ils sont managés par Johnny Valiant, mais peu après remplacé par M. Fuji. Leur tout premier défi impliquait Ken Patera et Billy Jack Haynes, ainsi que Strike Force (en) (Tito Santana et Rick Martel). Le 27 mars 1988 à WrestleMania IV, ils gagnent face à Strike Force et remportent leur premier titre WWF World en équipe, qu'ils réussissent à défendre pendant 16 mois,. Ils le perdent face à M. Fuji, celui-ci les ayant quitté pour manager leurs nouveaux rivaux, les Powers of Pain (The Barbarian et The Warlord).
Ils perdant le WWF Tag Team Title face à Arn Anderson et Tully Blanchard, connus sous les noms de The Brain Busters, le 29 juillet 1989 au Saturday Night's Main Event. Ils remportent une nouvelle fois leurs titres le 2 octobre, mais les perdent face à la Colossal Connection (Haku et André le Géant) le 13 décembre. Ils gagnent contre la Connection à WrestleMania VI le 1er avril 1990, et deviennent la troisième équipe à gagner trois titres dans l'histoire de la WWF,. Le duo est rejoint par Crush (Brian Adams) plus tard en 1990, devenant ainsi une équipe par trois. Demolition perdent leur titre face à The Hart Foundation à SummerSlam '90.

### Depuis 2000

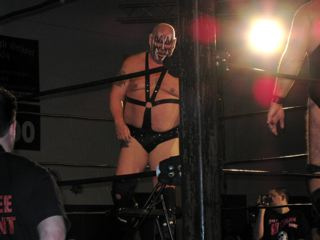
Darsow en tant que Demolition Smash à l'émission Jersey All Pro Wrestling en 2009.

Darsow se joint à la promotion WXO dirigée par Ted DiBiase. Il défie brièvement Mike Enos en 2001. Cette même année, Darsow fait une apparition spéciale à la WWF à WrestleMania X-Seven sous le personnage de Repo Man. La Millennium Wrestling Federation (MWF) réunit Darsow et son partenaire Ax sous l'équipe Demolition et font une apparition à la réunion des Wrestling Living Legend à Windsor, Ontario, Canada en mars 2007. En mars 2008, dans l'émission MWF Ultra, Darsow, sous le nom de Demolition Smash fait équipe avec l'ancien catcheur Rick Fuller et combattent face à la Ox Baker's Army dans un tag team casket match. Pendant Raw XV, l'épisode spécial quinzième anniversaire de la WWE Raw le 10 décembre 2007, Darsow participe au 15th Anniversary Battle Royal sous le nom de Repo Man.

## Autres médias
Darsow alternait entre sa carrière de catcheur, sa famille et le golf. Darsow dirige Added Value Printing, une société spécialisée dans les matériels de protection et médicaux. En décembre 2008, le fils de Darsow, Dakota, signe un partenariat avec la WWE. Darsow est également une bonne connaissance de Arn Anderson, Barry Horowitz, Bill Irwin et Brad Rheingans. Il connaissait également bien Curt Hennig, Rick Rude, Brady Boone, Dino Bravo et Brian Adams.
Le groupe japonais Aural Vampire compose une chanson intitulée The Repoman et utilise un montage vidéo de Darsow et d'autres catcheurs. L'ancien catcheur de Ring of Honor Adam Pearce était souvent appelé Repo Man par les fans car il avait une ressemblance avec Darsow.

## Palmarès
- Championship Wrestling from Florida
  - NWA United States Tag Team Championship (Florida version) (1 fois) – avec Jim Neidhart[5]

- Great Lakes Championship Wrestling
  - GLCW Tag Team Championship (1 foid) – avec Ax

- Independent Association of Wrestling
  - IAW Tag Team Championship (1 fois) – avec Paul Roma

- Jim Crockett Promotions
  - NWA Mid-Atlantic Heavyweight Championship (1 fois)[7]
  - NWA United States Tag Team Championship (1 fois) – avec Ivan Koloff
  - NWA World Tag Team Championship (Mid-Atlantic version) (2 fois) – avec Ivan Koloff ou Nikita Koloff
  - NWA World Six-Man Tag Team Championship (2 fois) – avec Ivan et Nikita Koloff

- Pro Wrestling Report
  - PWR Lifetime Achievement Award (2010) - avec Ax

- United States Xtreme Wrestling
  - USXW Tag Team Championship (1 fois) – avec Ax
- Mid-South Wrestling Association
  - Mid-South Television Championship (1 fois)

- World Wrestling Federation
  - WWF Tag Team Championship (3 fois) – avec Ax[8],[10],[12]